# Aklorhydri
Aklorhydri är brist på saltsyra i magsäcken. Åkomman kan ha flera orsaker, till exempel en bakteriell infektion, diabetes, perniciös anemi eller magsår.

## Förekomst
Aklorhydri förekommer ibland hos äldre personer som ett uttryck för den åldrande slemhinnans atrofi, men är annars i regel uttryck för en sjuklig förändring, i allmänhet en gastrit (magsäcksinflammation) eller magkatarr, vilken då kan ha många olika orsaker.

## Förlopp
De syraproducerande körtlarna i magsäcken kan vara tillfälligt förlamade, t. ex. vid febersjukdomar eller långdragna intoxikationer, som vid reumatisk feber eller lungtuberkulos, men skadan kan också vara djupgående och leda till körtlarnas förstöring eller slemhinnans förtvining. Aklorhydri föreligger också i många fall av magcancer.
Aklorhydri innebär i sig själv alldeles bestämda risker då en magsaft utan saltsyra inte, eller endast ofullständigt, kan bearbeta födan. Tarmrubbningar kan bli följden (ofta diarrétillstånd) men även bristsjukdomar genom att järn och kalcium absorberas endast ofullständigt vid frånvaro av syra.
Aklorhydri behandlas dels genom att avlägsna den egentliga orsaken, dels genom att tillföra syra i form av droppar eller tabletter.